# Jennifer Beharie
Jennifer Beharie (24 januari 2001) is een Nederlands voetbalster met de Surinaamse voetbalnationaliteit. Ze speelde in twee WK-kwalificatiewedstrijden in het Surinaamse voetbalelftal.

## Carrière
Jennifer Beharie voetbalde tijdens haar jeugd bij RCL in Leiderdorp, waar ze ook opgroeide. Om voetballen en studeren met elkaar te kunnen combineren, ging ze voor haar studie General Bussiness naar de Verenigde Staten. Vanaf 2019 studeerde ze een jaar aan het Gordon State College in Barneswille in Atlanta in Georgia. Ze trainde daar vijf dagen in de week met dinsdags en 's woensdags dubbele trainingssessies. Voor Gordon speelde ze in 2019 twintig wedstrijden en scoorde ze negen maal, waarvan twee goals de wedstrijd beslisten. Hierna studeerde tot eind 2022 aan de Auburn University in Montgomery in Alabama. Ook hier combineerde ze haar studie met voetbal.
Tussendoor maakte ze in april 2022 haar debuut in Surinaamse voetbalelftal tijdens de kwalificatiewedstrijden voor het Wereldkampioenschap voetbal vrouwen van 2023. De uitwedstrijd tegen Puerto Rico verloor ze met haar team met 2-0. De thuiswedstrijd in Paramaribo werd gewonnen met 5-1.
Sinds juni 2023 komt ze op het hoogste amateurniveau uit voor CVV Berkel.